# Weser (Roetgen)
Das Naturschutzgebiet Weser liegt im Gebiet von Roetgen an der belgischen Grenze und gehört geografisch zur Exklave Roetgen/Lammersdorf. Der namensgebende Fluss Weser führt in die wichtigste Trinkwassersperre Belgiens, die Wesertalsperre bei Eupen. Wie für das Wasser der Moore des Hohen Venns typisch, ist auch auf der Weser Schaum auf dem Wasser zu finden.

## Schutzzweck
Geschützt werden sollen die Lebensräume für viele nach der Roten Liste gefährdete Pflanzen, Pilze und Tiere in NRW.
Die Ziele sind die Erhaltung und die Entwicklung folgender natürlicher Lebensräume gemäß Anhang I der FFH-Richtlinie.
Diese zu schützenden Biotoptypen sind in diesem Gebiet anzutreffen: Quellen, Nass- und Feuchtgrünland, naturnahe und unverbaute Bachabschnitte, Magerwiesen.